# (3220) Murayama
(3220) Murayama es un asteroide que forma parte del cinturón de asteroides y fue descubierto el 22 de noviembre de 1951 por Margueritte Laugier desde el Observatorio de Niza, Francia.

## Designación y nombre
Murayama fue designado inicialmente como 1951 WF.
Más tarde se nombró en honor del astrónomo japonés Sadao Murayama.

## Características orbitales
Murayama orbita a una distancia media de 2,225 ua del Sol, pudiendo acercarse hasta 1,839 ua y alejarse hasta 2,612 ua. Tiene una inclinación orbital de 6,613° y una excentricidad de 0,1735. Emplea 1213 días en completar una órbita alrededor del Sol.